# Grau de l'Areny
El Grau de l'Areny és un grau del municipi de Navès (Solsonès) situat a l'extrem de ponent del Pla de Busa i mitjançant el qual es pot acceditr a l'esmentat pla des de les Cases de Posada salvant el cingle de l'Areny.